# Skala Ferrimana-Gallweya
Skala Ferrimana-Gallweya – skala oceny owłosienia ciała u kobiet przed przekwitaniem stosowana w diagnostyce hirsutyzmu.
Skala została opracowana przez angielskich lekarzy Davida Ferrimana i Johna Gallweya w 1961 roku i obejmowała analizę 11 okolic ciała, w 1965 roku na podstawie dalszych badań wpływu androgenów na owłosienie skala została zmodyfikowana. W zmodyfikowanej skali (mFG) zrezygnowano z oceny przedramion i podudzi. Zgodnie z wytycznymi Endocrine Society (2018) zmodyfikowana skala Ferrimana-Gallweya jest złotym standardem w rozpoznawaniu hirsutyzmu.

## Zmodyfikowana skala Ferrimana-Gallweya

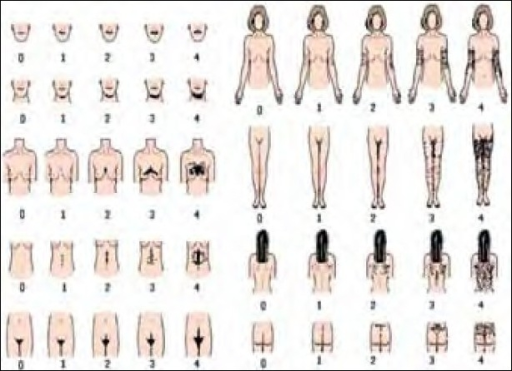
Zmodyfikowana skala Ferrimana-Gallweya

Oceniana jest intensywność owłosienia w dziewięciu androgenozależnych okolicach ciała (warga górna, broda, klatka piersiowa, ramię, górna część brzucha, podbrzusze, górna część pleców, dolna część pleców i udo). Owłosienie jest oceniane w skali od 1 do 4, gdzie 1 oznacza minimalną liczbę obecnych włosów ostatecznych, a 4 to odpowiednik owłosionego mężczyzny, natomiast w przypadku całkowitego braku włosów ostatecznych w badanym obszarze ciała punktów się nie przyznaje lub przyznaje się 0 punktów. Włosy ostateczne od włosów typu vellus różnicuje się głównie na podstawie długości (powyżej 0,5 cm) i w mniejszym stopniu pigmentacji.

## Interpretacja
Wynik uzyskuje się po zsumowaniu punktów i jego wynik jest dodatni powyżej 95 percentyla w określonej populacji:
| Polska                                     | > 8    |
| Stany Zjednoczone (białe i czarne kobiety) | ≥ 8    |
| Wielka Brytania (białe i czarne kobiety)   | ≥ 8    |
| Rasa śródziemnomorska                      | ≥ 9–10 |
| Hiszpanie                                  | ≥ 9–10 |
| Bliski Wschód                              | ≥ 9–10 |
| Chińczycy                                  |        |
| Chińczycy Han                              | ≥ 2    |
| Chiny Południowe                           | ≥ 7    |